# Husum Torv
Husum Torv er det centrale torv i Husum, og er områdets vigtigste trafikale knudepunkt. Torvet gennemløbes af Frederikssundsvej.
Torvet busbetjenes af Movias buslinjer 5C, 200S, 350S, 22, 132 og 166, og ligger ca. 500 m fra Husum Station. Omkring torvet er der butikker, der nyder godt af nærheden til busserne, men by- og handelslivet begrænses til gengæld af torvets udformning som busholdeplads.
Husum Torv blev senest renoveret i 2001 i forbindelse med 100-året for indlemmelsen af Husum i Københavns Kommune.